# Nagold
Nagold település Németországban, azon belül Baden-Württembergben. Lakosainak száma 23 321 fő (2023. december 31.). Nagold Ebhausen és Rohrdorf községekkel határos.

## Városrészei
A következő településeket beolvasztattak Nagoldba:

Iselshausen (1939)
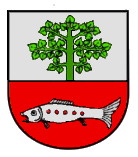
Pfrondorf (1971)
Gündringen (1971)
Mindersbach (1971)
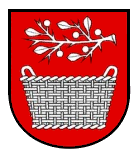
Schietingen (1971)
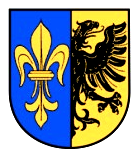
Vollmaringen (1971)
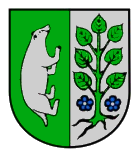
Hochdorf (1973)
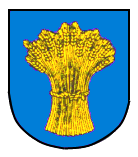
Emmingen (1974)

## Népesség
A település népessége az elmúlt években az alábbi módon változott:
| Lakosok száma | 13 135 | 17 281 | 19 130 | 20 334 | 19 949 | 22 191 | 22 807 | 22 779 | 21 241 | 23 321 |
|               | 1961   | 1967   | 1974   | 1980   | 1987   | 1993   | 2000   | 2006   | 2013   | 2023   |